# Campo Largo do Piauí
Campo Largo do Piauí är en kommun i Brasilien.   Den ligger i delstaten Piauí, i den östra delen av landet, 1 400 km norr om huvudstaden Brasília. Antalet invånare är 6 803.
Omgivningarna runt Campo Largo do Piauí är huvudsakligen savann. Runt Campo Largo do Piauí är det glesbefolkat, med 16 invånare per kvadratkilometer.